# پارما هایتس (اوهایو)
پارماهایتس(به انگلیسی: Parma Heights) شهری در ایالت اوهایو کشور ایالات متحده آمریکا است که جمعیت آن در سرشماری سال2۲۰۱۰ میلادی، 22520 نفر بوده‌است.